# Mallodon chevrolatii
Mallodon chevrolatii es una especie de escarabajo longicornio del género Mallodon, tribu Macrotomini, subfamilia Prioninae. Fue descrita científicamente por Thomson en 1867.

## Descripción
Mide 43-76,8 milímetros de longitud.

## Distribución
Se distribuye por Belice, Colombia, Ecuador, Guatemala, Honduras, México, Nicaragua, Panamá, Perú y Venezuela.